# Выборы мэра Москвы (2013)
Досрочные выборы мэра Москвы состоялись в столице России 8 сентября 2013 года в единый день голосования. Выборы глав регионов проходили в этот день ещё в восьми субъектах Российской Федерации.
На 1 июля 2013 года в Москве (включая территории, присоединённые к городу с 1 июля 2012 года) было зарегистрировано 7 176 568 избирателей.
Явка составила 32,03 %. По результатам выборов победителем стал и. о. мэра Москвы Сергей Собянин, второе место занял оппозиционер Алексей Навальный.
Законный срок полномочий избранного мэра Москвы — 5 лет.

## Ход событий

### Предшествующие события
С 1992 по 2010 год в течение 18 лет мэром Москвы был Юрий Лужков. В 1992 году он был назначен на эту должность указом Президента России Бориса Ельцина и впоследствии трижды переизбирался на прямых выборах в 1996 (получил 87,5 % голосов избирателей), 1999 (69,89 %) и 2003 году (74,81 %). В декабре 2004 года по инициативе президента России Владимира Путина избрание высших должностных лиц путём прямого голосования граждан было заменено на назначение законодательными органами (в Москве — Мосгордумой) по представлению президента Российской Федерации. Четвёртый срок полномочий Лужкова истекал в декабре 2007 года, однако в июне 2007 по представлению президента России Владимира Путина депутатами Московской городской Думы Лужков был вновь наделён полномочиями мэра Москвы на четырёхлетний срок.
В сентябре 2010 года, через три года после назначения, президент России Дмитрий Медведев подписал указ «О досрочном прекращении полномочий мэра Москвы», по которому Лужков был освобождён от должности мэра Москвы «в связи с утратой доверия Президента Российской Федерации». При этом указом президента был назначен временно исполняющий обязанности мэра Москвы Владимир Ресин. 9 октября 2010 года президиум генерального совета партии «Единая Россия» предложил президенту РФ Дмитрию Медведеву список из четырёх кандидатов на пост мэра Москвы: министра транспорта РФ Игоря Левитина, вице-премьера Сергея Собянина, губернатора Нижегородской области и вице-мэра Москвы в 1996—2005 годах Валерия Шанцева и первого заместителя мэра Москвы Людмилы Швецовой. 15 октября 2010 года президент Медведев внёс на утверждение в Мосгордуму кандидатуру Сергея Собянина. 21 октября 2010 года Московская городская дума официально утвердила Сергея Собянина в должности мэра Москвы.

### Назначение досрочных выборов
В 2012 году по инициативе президента России Дмитрия Медведева был принят федеральный закон, предусматривающий возвращение прямых выборов глав регионов.

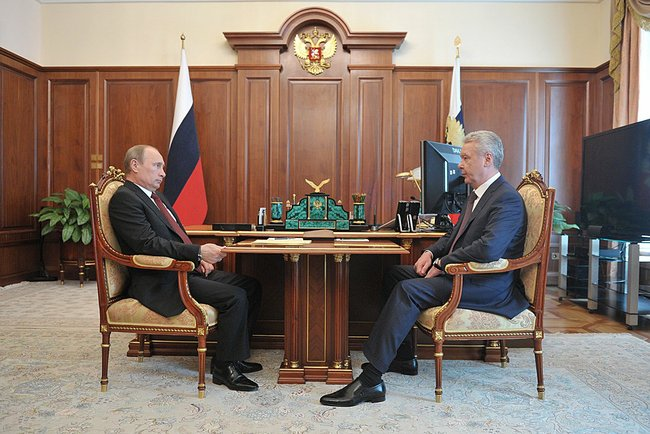
Сергей Собянин обратился к главе государства с просьбой о досрочной отставке

4 июня 2013 года Сергей Собянин объявил о намерении уйти в отставку и затем вновь баллотироваться на досрочных выборах мэра Москвы. На следующий день президент Владимир Путин подписал прошение Собянина о досрочной отставке и затем назначил его временно исполняющим обязанности мэра Москвы до вступления в должность вновь избранного мэра.
По федеральному закону «Об основных гарантиях избирательных прав и права на участие в референдуме граждан Российской Федерации», глава региона, досрочно прекративший полномочия в связи с отставкой по собственному желанию «с согласия Президента Российской Федерации может быть выдвинут кандидатом на выборах высшего должностного лица субъекта Российской Федерации (руководителя высшего исполнительного органа государственной власти субъекта Российской Федерации), если эти выборы назначены в связи с досрочным прекращением указанных полномочий».
7 июня 2013 года на внеочередном заседании Мосгордума назначила выборы мэра столицы на 8 сентября 2013 года. Депутаты не могли назначить выборы на другую дату, так как по федеральному законодательству все выборы, кроме думских и президентских, проходят в единый день голосования (второе воскресенье месяца). 11 июня, с момента официального опубликования постановления, началась избирательная кампания.

#### День голосования
Выборы проходили 8 сентября 2013 года с 8:00 до 20:00 по московскому времени.

#### Итоги выборов
9 сентября Мосгоризбирком предварительно сообщил о победе Собянина в первом туре с результатом в 51,37 %; Навальный, по предварительной версии Мосгоризбиркома, получил 27,24 % голосов, Мельников — 10,69 %, Митрохин — 3,51 %, Дегтярёв — 2,68 %, Левичев — 2,79 %.
10 сентября Мосгоризбирком утвердил официальные результаты выборов, в том числе победу Собянина с 51,37 % голосов.

#### После выборов
В ночь с 8 на 9 сентября Навальный опубликовал в своём блоге:
- данные собственных экзит-поллов (по состоянию на 19:00 MSK), согласно которым, Собянин набирал 46 процентов, что таким образом обеспечивало бы проведение второго тура голосования с кандидатами Собяниным и Навальным[24];
- данные независимого «Альянса наблюдателей», согласно которым Собянин набрал 49,8 процента голосов (по состоянию на 00:20, подсчёт данных с 1900 участков; к 2:00, после обработки данных с 2072 участков, он упал до 49,7), — что также не обеспечивало ему победу в первом туре[25].

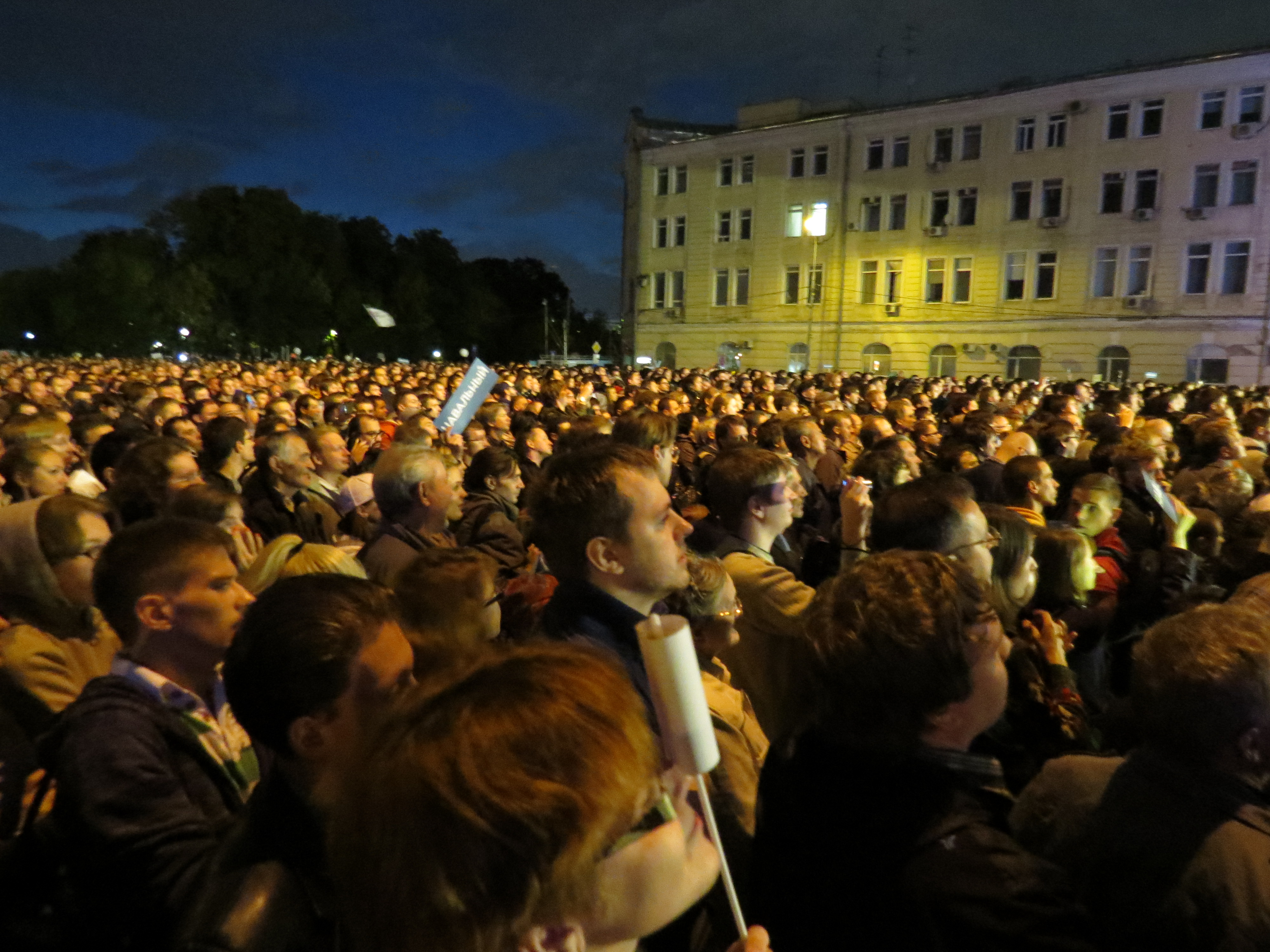
Митинг Алексея Навального на Болотной площади 9 сентября 2013 года

После предварительного сообщения Мосгоризбиркома Навальный заявил, что результаты были получены путём фальсификаций, в частности, с надомным голосованием, что обеспечило необходимый перевес в пользу Собянина. Он выдвинул ультиматум, сказав, что выведет людей на улицы в случае, если Мосизбирком откажется признать эти результаты фальсифицированными. Речь шла о готовности обжаловать итоги выборов в суде, что и было сделано.
Заместитель руководителя избирательного штаба Навального Максим Кац в своём блоге отметил, что повышенный процент голосов за Собянина в надомном голосовании и в присоединительных территориях Москвы закономерен и сам по себе не является признаком каких-либо нарушений.
Вечером 9 сентября на Болотной площади состоялся митинг сторонников Навального, согласованный ещё до окончания голосования.

### Ключевые даты (согласно календарному плану)
- 7 июня 2013 года — принятие решения о назначении выборов;
- 11 июня 2013 года — официальное опубликование решения о назначении выборов;
- с 12 июня по 10 июля 2013 года — выдвижение кандидатов;
- до 11 июля 2013 года — предоставление в МГИК документов для регистрации кандидатов;
- до 20 июля 2013 года — принятие решения о регистрации кандидата либо мотивированного решения об отказе в его регистрации (в течение 10 дней со дня приёма документов);
- не позднее 24 июля 2013 года — утверждение формы избирательного бюллетеня;
- 23 июля — передача открепительных удостоверений в ТИКи;
- 30 июля 2013 года — жеребьёвка по распределению бесплатного эфирного времени, после регистрации кандидатов;
- не позднее 18 августа 2013 года — утверждение текста и числа избирательных бюллетеней;
- не позднее 23 августа 2013 года — изготовление избирательных бюллетеней;
- не позднее 28 августа 2013 года — передача первого экземпляра списка избирателей из ТИК в УИК;
- с 24 июля по 28 августа 2013 года — выдача открепительных удостоверений избирателям в ТИК;
- не позднее 28 августа 2013 года — оповещение избирателей о времени и месте голосования;
- не позднее 28 августа 2013 года — публикация предвыборной программы политической партии, выдвинувшей зарегистрированного кандидата;
- до 2 сентября 2013 года — реализация права кандидата снять свою кандидатуру и права избирательного объединения отозвать выдвинутого им кандидата;
- до 2 сентября 2013 года — опубликование (обнародование) последних[32] результатов опросов общественного мнения, прогнозов результатов выборов, иных исследований, связанных с проводимыми выборами;
- с 10 августа по 6 сентября 2013 года — предвыборная агитация на каналах организаций телерадиовещания и в периодических печатных изданиях;
- с 28 августа по 7 сентября 2013 года — представление избирателям списков избирателей для ознакомления и уточнения;
- с 29 августа по 7 сентября 2013 года — выдача открепительных удостоверений избирателям в УИК;
- не позднее 6 сентября 2013 года — передача избирательных бюллетеней в УИК;
- до 6 сентября 2013 года — реализация права кандидата снять свою кандидатуру в случае наличия вынуждающих к тому обстоятельств;
- до 6 сентября 2013 года — агитационный период (со дня выдвижения кандидата);
- 7 сентября 2013 года — «день тишины»;
- 8 сентября 2013 года — день голосования[33];
- до 14 сентября 2013 года — оглашение результатов выборов[34];
- не позднее 8 октября 2013 года — официальное опубликование результатов выборов[34].

## Процедура выдвижения и регистрации

### Право выдвижения
Мэром Москвы может быть избран гражданин Российской Федерации, достигший возраста 30 лет и не имеющий иностранного гражданства либо вида на жительство.
Выдвижение кандидатов на должность Мэра Москвы, а также сбор подписей избирателей в поддержку выдвижения осуществляются в течение 30 дней со дня официального опубликования решения о назначении выборов.
От каждого избирательного объединения может быть выдвинут только один кандидат на должность Мэра Москвы. При этом кандидат не может дать согласие на выдвижение сразу от нескольких избирательных объединений. Кандидат, выдвинутый в порядке самовыдвижения, не может дать согласие на выдвижение на тех же выборах избирательному объединению. Кандидат, давший согласие на выдвижение избирательному объединению, не может на тех же выборах выдвигаться в порядке самовыдвижения.
Кандидат на пост мэра Москвы может иметь 100 доверенных лиц. Предельная сумма расходов его избирательного фонда не может превышать 200 миллионов рублей. При втором туре эта сумма может быть увеличена на 10 процентов.

### Выдвижение кандидатов на должность
В Мосгоризбирком была подана 41 заявка на выдвижение кандидатуры на пост мэра Москвы: 12 кандидатов были выдвинуты политическими партиями, остальные 29 кандидатов выдвигались как самовыдвиженцы. Только 13 кандидатов подали документы на участие в выборах. Имена кандидатов, допущенных к выборам, выделены жирным шрифтом.
| Кандидат           | Должность (на момент выдвижения) | Субъект выдвижения                   | Статус |
| ------------------ | --- | ------------------------------------ | --- |
| Игорь Артанов      | Пенсионер | Самовыдвижение                       | Кандидат не подал заявку на регистрацию. |
| Владислав Бузаров  | Индивидуальный предприниматель | Самовыдвижение                       | Кандидат не подал заявку на регистрацию. |
| Олеся Вишня        | Временно не работает | Самовыдвижение                       | Кандидат не подал заявку на регистрацию. |
| Сергей Голкин      | Временно не работает | Самовыдвижение                       | Кандидат не подал заявку на регистрацию. |
| Александр Горлов   | Электромонтёр в Московском государственном технологическом университете «Станкин»                                                                                                  | Самовыдвижение                       | Отказано в регистрации, так как кандидат не преодолел муниципальный фильтр и не собрал подписи избирателей в свою поддержку. |
| Анатолий Горшков   | Генеральный директор ООО «Институт Высоких Технологий „БиоНаноТех“» | Самовыдвижение                       | Кандидат не подал заявку на регистрацию. |
| Алексей Данилов    | Временно не работает | Самовыдвижение                       | Кандидат не подал заявку на регистрацию. |
| Михаил Дегтярёв    | Депутат Госдумы, член Высшего Совета ЛДПР | ЛДПР                                 | Зарегистрирован. |
| Алексей Денисов    | Безработный | Самовыдвижение                       | Отказано в регистрации, так как кандидат предоставил неполный комплект документов для регистрации. |
| Андрей Духарев     | Пенсионер | Самовыдвижение                       | Кандидат не подал заявку на регистрацию. |
| Нил Елагин         | Специалист 1-й категории в ГКУ города Москвы «Городской центр жилищных субсидий»                                                                                                   | Самовыдвижение                       | Кандидат отозвал свою кандидатуру. |
| Вера Ефремова      | Пенсионер | Самовыдвижение                       | Кандидат не подал заявку на регистрацию. |
| Артур Жоночин      | Адвокат | Самовыдвижение                       | Кандидат не подал заявку на регистрацию. |
| Андрей Иванов      | Режиссёр телеканала «Культура» | Самовыдвижение                       | Кандидат не подал заявку на регистрацию. |
| Иван Карпушкин     | Генеральный директор | Самовыдвижение                       | Кандидат не подал заявку на регистрацию. |
| Андрей Ким         | Временно не работает, лидер «Гвардии МММ» | Самовыдвижение                       | Кандидат не подал заявку на регистрацию. |
| Владимир Кувшинов  | Пенсионер | Самовыдвижение                       | Отказано в регистрации, так как кандидат не преодолел муниципальный фильтр и не собрал подписи избирателей в свою поддержку. |
| Николай Курьянович | Доцент кафедры мировой экономики, международных отношений и европейской интеграции в «Европейском институте JUSTO»                                                                 | Российский общенародный союз         | Отказано в регистрации, так как кандидат не преодолел муниципальный фильтр. |
| Николай Левичев    | Депутат Госдумы, председатель партии «Справедливая Россия» | Справедливая Россия                  | Зарегистрирован. |
| Вячеслав Макаров   | Адвокат | Самовыдвижение                       | Кандидат не подал заявку на регистрацию. |
| Иван Мельников     | Депутат Госдумы, член Президиума ЦК КПРФ | КПРФ                                 | Зарегистрирован. |
| Сергей Митрохин    | Председатель партии «Яблоко» | «Яблоко»                             | Зарегистрирован. |
| Алексей Навальный  | Адвокат, учредитель Фонда борьбы с коррупцией, неформальный лидер партии «Народный Альянс»                                                                                         | «РПР-ПАРНАС»                         | Зарегистрирован. |
| Алексей Назаров    | Председатель Конституционного Комитета «К» по противодействию геноциду русского народа                                                                                             | Самовыдвижение                       | Кандидат не подал заявку на регистрацию. |
| Светлана Пеунова   | Советник в «Академии Развития Светланы Пеуновой», председатель политической партии «Воля»                                                                                          | «Воля»                               | Отказано в регистрации, так как кандидат не преодолел муниципальный фильтр (собрано 8 подписей муниципальных депутатов из 110). |
| Алёна Попова       | Генеральный директор ООО «Брейнсторм Эй Ви» | Гражданская сила                     | Кандидат не подал заявку на регистрацию. |
| Сираждин Рамазанов | Председатель правления Социал-демократической партии России | Социал-демократическая партия России | Кандидат не подал заявку на регистрацию. |
| Валерий Ручнов     | Заведующий сектором ФГУП ГНЦ РФ «ВНИИгеосистем» | Самовыдвижение                       | Отказано в регистрации, так как кандидат не преодолел муниципальный фильтр и не собрал подписи избирателей в свою поддержку. |
| Михаил Снежков     | Пенсионер | Самовыдвижение                       | Отказано в регистрации, так как кандидат не преодолел муниципальный фильтр и не собрал подписи избирателей в свою поддержку. |
| Сергей Собянин     | Исполняющий обязанности мэра Москвы, один из руководителей «Единой России» | Самовыдвижение                       | Зарегистрирован. |
| Игорь Суздальцев   | Заместитель генерального директора ООО «Калита-Финанс» | Самовыдвижение                       | Отказано в регистрации, так как кандидат не преодолел муниципальный фильтр и не собрал подписи избирателей в свою поддержку. |
| Максим Сурайкин    | Председатель Центрального Комитета Политической партии «Коммунисты России» | Коммунисты России                    | Кандидат не подал заявку на регистрацию. |
| Александр Суржко   | Руководитель Департамента регионального развития Общероссийской общественной организации поддержки и развития малого и среднего бизнеса «Российская конфедерация предпринимателей» | Партия Духовного Преображения России | Кандидат не подал заявку на регистрацию. |
| Татьяна Сухарева   | Генеральный директор ООО «Страховое бюро „Профессор“» | Самовыдвижение                       | Кандидат не подал заявку на регистрацию. |
| Сергей Толмачёв    | Временно не работает | Самовыдвижение                       | Кандидат не подал заявку на регистрацию. |
| Сергей Троицкий    | Шоумен, лидер группы «Коррозия металла» | Самовыдвижение                       | Кандидат не подал заявку на регистрацию. |
| Сергей Удальцов    | Лидер движения «Левый фронт», помощник адвоката | Самовыдвижение                       | Отказано в регистрации, так как Мосгоризбирком отказался принимать документы у адвокатов кандидата, который находится под домашним арестом в связи с делом об организации массовых беспорядков 6 мая 2012 года. Удальцов собирается обжаловать данные действия Мосгоризбиркома в суде. |
| Глеб Фетисов       | Председатель СОПС в ФГБ НИУ «Совет по изучению производительных сил», председатель партии «Альянс зелёных — Народная партия»                                                       | Альянс зелёных — народная партия     | Отказано в регистрации, так как кандидат не преодолел муниципальный фильтр (собрано 65 подписей муниципальных депутатов из 110). Фетисов подал иск в московский городской суд с требованием регистрации кандидата на выборы и отмены муниципального фильтра, однако в удовлетворении иска было отказано. Кандидат собирается обжаловать данное решение в Верховном суде и Европейском суде по правам человека. |
| Михаил Фролов      | Ректор «Института Содружества Независимых Государств» | Самовыдвижение                       | Кандидат не подал заявку на регистрацию. |
| Самсон Шоладеми    | Генеральный директор ООО «Сеть Морфеус», блогер | Самовыдвижение                       | Кандидат отозвал свою кандидатуру. |

### Поддержка выдвижения кандидата
В выборах мэра могут участвовать как кандидаты от политических партий (либо их региональных отделений), так и самовыдвиженцы.
Самовыдвиженцам для участия в выборах необходимо собрать в свою поддержку подписи 1 % проживающих в Москве избирателей (около 120 тысяч подписей). Кандидатам как от политический партий, так и самовыдвиженцам необходимо преодолеть муниципальный фильтр, заручившись поддержкой 6 % муниципальных депутатов и (или) избранных на выборах глав муниципальных образований в 3/4 муниципальных образований (итого 110 подписей). Депутат или глава муниципалитета может поддержать только одного кандидата. При этом кандидат в мэры должен быть поддержан указанными лицами не менее чем в трёх четвертях муниципальных образований (не менее чем в трёх четвертях муниципальных образований должно быть собрано не менее одной подписи указанных лиц). Указанные подписи могут собираться со дня выдвижения кандидата на должность Мэра Москвы. Число лиц, которое (в абсолютном выражении) необходимо для поддержки кандидата на должность Мэра Москвы, определяется и обнародуется Городской комиссией в течение трёх дней со дня назначения выборов Мэра Москвы.
По данным газеты Коммерсант по состоянию на 24 июня завершил сбор подписей кандидат Сергей Собянин, близок к завершению процедуры Иван Мельников. Отдельным депутатам поступают предложения денежного вознаграждения за подписи. По данным агентства Интерфакс, по состоянию на 11 июля преодолели муниципальный фильтр и сдали документы на регистрацию 6 кандидатов — Сергей Собянин, Иван Мельников, Николай Левичев, Сергей Митрохин, Михаил Дегтярёв, Алексей Навальный.
Сергей Собянин, стремясь обеспечить максимальную легитимность выборов и предотвратить их бойкот оппозицией, неоднократно призывал своих сторонников из числа муниципальных депутатов подписываться за оппозиционных кандидатов, в одном из своих обращений призвал депутатов подписаться за Алексея Навального. После этого Ассоциация муниципальных образований Москвы собрала 110 подписей в его поддержку, из которых избирательный штаб кандидата принял 49. За это Навальный и Собянин в прессе неоднократно подвергались критике за свою позицию.
Всего из почти 1800 муниципальных кандидатов свою подпись за кандидатов в депутаты поставили лишь 759 человек.

### Регистрация кандидатов
По итогам рассмотрения представленных документов Избирательной комиссией города Москвы оказались зарегистрированы 6 кандидатов (из них 5 — от политических партий и 1 — самовыдвиженец):
| Зарегистрированные кандидаты | Зарегистрированные кандидаты                                                               | Зарегистрированные кандидаты | Зарегистрированные кандидаты        | Зарегистрированные кандидаты | Зарегистрированные кандидаты                            | Зарегистрированные кандидаты |
| Кандидат                     | Деятельность/должность (на момент выдвижения)                                              | Субъект выдвижения           | Дата подачи документов о выдвижении | Дата регистрации             | Кандидаты в Совет Федерации                             |                              |
| ---------------------------- | ------------------------------------------------------------------------------------------ | ---------------------------- | ----------------------------------- | ---------------------------- | ------------------------------------------------------- | ---------------------------- |
| Михаил Дегтярёв              | Депутат Госдумы, член Высшего Совета ЛДПР                                                  | ЛДПР                         |                                     |                              | Ярослав Нилов, Алексей Диденко, Андрей Свинцов          |                              |
| Николай Левичев              | Депутат Госдумы, председатель партии «Справедливая Россия»                                 | Справедливая Россия          |                                     |                              | Александр Тарнавский, Галина Хованская, Илья Свиридов   |                              |
| Иван Мельников               | Депутат Госдумы, член Президиума ЦК КПРФ                                                   | КПРФ                         |                                     |                              | Валерий Рашкин, Олег Смолин, Андрей Клычков             |                              |
| Сергей Митрохин              | Председатель партии «Яблоко»                                                               | Яблоко                       |                                     |                              | Андрей Бабушкин, Екатерина Калацкая, Григорий Семёнов   |                              |
| Алексей Навальный            | Адвокат, учредитель Фонда борьбы с коррупцией, неформальный лидер партии «Народный альянс» | РПР-ПАРНАС                   |                                     |                              | Владимир Ашурков, Алексей Бескоровайный, Николай Ляскин |                              |
| Сергей Собянин               | Исполняющий обязанности мэра Москвы, один из руководителей партии «Единая Россия»          | Самовыдвижение               |                                     |                              | Людмила Швецова, Владимир Долгих, Александр Галушка     |                              |

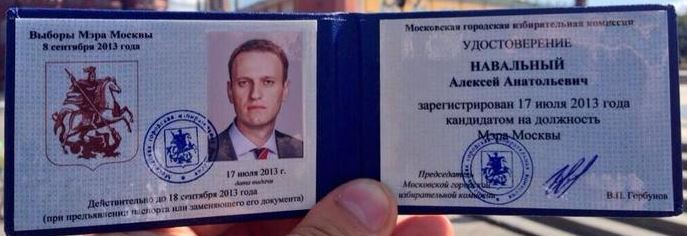
Удостоверение кандидата на должность Мэра Москвы

Включение в избирательный бюллетень Алексея Навального во многом зависело от исхода «дела Кировлеса», рассмотрение которого в суде наложилось на избирательную кампанию. В случае, если до дня голосования обвинительный приговор был бы подтверждён апелляционной инстанцией и вступил в силу, регистрация кандидата была бы отменена. После вынесения приговора 18 июля и заключения кандидата под стражу руководитель его избирательного штаба Леонид Волков заявил, что Алексей Навальный не намерен «подыгрывать победителю» в ситуации, когда он лишён возможности вести полноценную избирательную кампанию. На следующий день, 19 июля, суд отменил заключение Навального под стражу и тот продолжил избирательную кампанию.
19 августа Алексей Навальный потребовал предоставить документ за подписью президента РФ Владимира Путина, в соответствии с которым Сергею Собянину разрешается выдвинуться в мэры Москвы, так как в соответствии с нормами федерального закона «Об основных гарантиях избирательных прав» и избирательном кодексе Москвы глава региона, отработавший на своем посту более года и досрочно сложивший полномочия, должен заручиться согласием президента на выдвижение на свою же должность. Навальный указал, что такого разрешения нет в базе документов Кремля. Мосгоризбирком заявил, что такой документ есть, однако отказался его предоставить как Навальному, так и журналистам. В итоге Алексей Навальный 20 августа подал в Мосгорсуд жалобу с требованием снять с выборов Сергея Собянина, так как тот не заручился согласием президента. 20 августа председатель Мосгоризбиркома Валентин Горбунов продемонстрировал журналистам документ, подтверждающий согласие президента России Владимира Путина на выдвижение Сергея Собянина в качестве кандидата на выборах мэра Москвы. В документе, написанном от имени мэра Москвы, Собянин просит президента дать согласие на своё выдвижение кандидатом на выборы. На заявлении поставлена резолюция Путина «согласен», его подпись и дата — 5 июня 2013 года.

### Сведения о доходах и имуществе кандидатов
17 июля 2013 Мосгоризбирком опубликовал данные о доходах и имуществе кандидатов. Согласно данным, представленным зарегистрированными кандидатами в Мосгоризбирком, никто из претендентов на пост мэра и членов их семей не владеет недвижимым имуществом за рубежом.
- Михаил Дегтярёв.

Общий доход за 2012 год — 1 999 312 рублей.
Денежные счета на счётах в банках: 2 счёта — 166 180 рублей.
Транспортные средства — 1 катер Sea Ray 175, 1975 года выпуска.
Супруга Галина Дегтярёва.
Общий доход за 2012 год — 15 911 рублей.
Денежные счета на счётах в банках: 10 счётов — 2 073 236 рублей.
Транспортные средства — Toyota LC Prado 150, 2011 года выпуска.
Акции и иное участие в коммерческих организациях — ООО «ПУЗИКО» 100 %.
- Николай Левичев.

Общий доход за 2012 год — 2 938 751 рубль.
Денежные счета на счётах в банках: 11 счётов — 1 823 789 рублей.
Транспортные средства: 1 автомобиль — Mercedes Benz R350 4 Matik, 2011 года выпуска.
2 земельных участка: 2 500 м² (1/2 доли в праве общей долевой собственности) в Московской области, 1 200 м² (1/2 доли в праве общей долевой собственности), в Московской области.
Жилой дом: 1, 358,5 м² (1/2 доли в праве общей долевой собственности) в Московской области
Квартиры: 3, 84,2 м² (1/2 доли в праве общей долевой собственности) в г. Москве, 59,8 м² (1/2 доли в праве общей долевой собственности) в г. Москве, 100 м² (1/2 доли в праве общей долевой собственности) в г. Москве.
Супруга Валентина Левичева.
Общий доход за 2012 год — 1 130 840 рубль.
Денежные счета на счётах в банках: 3 счёта — 774 181 рублей.
2 земельных участка: 2 500 м² (1/2 доли в праве общей долевой собственности) в Московской области, 1 200 м² (1/2 доли в праве общей долевой собственности), в Московской области.
Жилой дом: 1, 358,5 м² (1/2 доли в праве общей долевой собственности) в Московской области.
Квартиры: 3, 84,2 м² (1/2 доли в праве общей долевой собственности) в г. Москве, 59,8 м² (1/2 доли в праве общей долевой собственности) в г. Москве, 100 м² (1/2 доли в праве общей долевой собственности) в г. Москве.
- Иван Мельников.

Общий доход за 2012 год — 2 337 305 рубль.
Денежные счета на счётах в банках: 4 счёта — 2 436 730 рублей.
- Сергей Митрохин.

Общий доход за 2012 год — 924 000 рублей.
Денежные счета на счётах в банках: 1 счёт — 815 292 рублей.
Квартиры: 1 квартира — 58,3 м² в Москве
Супруга Наталья Митрохина.
Общий доход за 2012 год — 575 642 рублей.
Денежные счета на счётах в банках: 6 счётов — 186 758 рублей.
Транспортные средства — Peugeot 308, 2012 года выпуска
Земельные участки: 1 — 805 м² в Московской области.
- Алексей Навальный.

Общий доход за 2012 год — 9 299 923 рублей.
Денежные счета на счётах в банках: 8 счётов — 2 759 327 рублей.
Квартиры: 1 квартира — 78,5 м² в Москве (общая долевая собственность, доля в праве 1/3)
Транспортные средства: 2 автомобиля — Hunday Elantra 1.6 GLS AUTO 2004 года выпуска, ВАЗ 21083 1997 года выпуска
Акции и иное участие в коммерческих организациях — ОАО «Барнаульская генерация» 0,0000207 % (1468 шт.), ОАО «ИНТЕР РАО ЕЭС» 0,000001637 % (170955 шт.), ОАО «Нефтяная компания ЛУКОЙЛ» 0,0000004 (35 шт.), ОАО энергетики и электрификации «Мосэнерго» 0,000001776 %, ОАО «Холдинг МРСК» 0,000000576 %, ОАО "НК «Роснефть» 0,00000032 % (345шт.), ОАО «Газпром-нефть» 0,0000009 % (430 шт.), ОАО «Сбербанк России» 0,00000027 % (600 шт.), ОАО «Сургутнефтегаз» 0,00000031 % (2500 шт.), ОАО АК «Транснефть» 0,000013 % (57,2 шт.), ОАО «Банк ВТБ» 0,0000004 % (520000 шт.), ОАО «ТГК-1» (80290 шт.), ОАО «ТГК No 2» (27264 шт.), ОАО «Квадра — Генерирующая компания» (33318 шт.), ОАО «ТГК No 5» (12000000 шт.), ОАО «ТГК No 6» (32184 шт.), ОАО «ТГК No 9» (141403 шт.), ОАО «Фортум» (19 шт.), ОАО «ТГК No 14» (20399 шт.), ОАО «РАО Энергетические системы Востока» (2100 шт.), ОАО «Волжская ТГК» (702 шт.), ОАО «Барнаульская ТЭЦ-3» (1468 шт.), ОАО «Э.ОН Россия» (2157 шт.), ОАО «ТГК-13» (3619 шт.), ОАО «Федеральная сетевая компания Единой энергетической системы» (21222 шт.), ОАО «Газпром» (200 шт.), ОАО «Федеральная гидрогенерирующая компания — РусГидро» (7252 шт.), ОАО «Кемеровская генерация» (1468 шт.), ОАО «Красноярская ТЭЦ-1» (3619 шт.), ОАО «Красноярская теплотранспортная компания» (3619 шт.), ОАО «Кузнецкая ТЭЦ» (1468 шт.), ОАО «Кузбасэнерго» (1468 шт.), ОАО «Российские сети» (2100 шт.), ОАО энергетики и электрификации «Мосэнерго» (706 шт.), ОАО «Назаровская ГРЭС» (3619 шт.), ОАО «Ново-Кемеровская ТЭЦ» (1468 шт.), ОАО «Вторая генерирующая компания оптового рынка электроэнергии» (2062 шт.).
Супруга Юлия Навальная.
Общий доход за 2012 год — 0 рублей.
Денежные счета на счётах в банках: 7 счётов — 2 499 240 рублей.
Транспортные средства — Ford Explorer, 2012 года выпуска.
Дочь Дарья Навальная.
Квартиры: 1 квартира — 78,5 м² в Москве (общая долевая собственность, доля в праве 1/3)
- Сергей Собянин.

Общий доход за 2012 год — 5 320 490 рублей.
Денежные счета на счётах в банках: 2 счёта — 2 530 948 рублей.
Квартиры: 1 квартира — 118 м² в Тюменской области (общая совместная собственность)
Гаражи: 1 гараж — 26,8 м² в Ханты-Мансийском АО (общая совместная собственность)
Супруга Ирина Собянина.
Общий доход за 2012 год — 42 043 рублей.
Денежные счета на счётах в банках: 1 счёт — 140 762 рубля.
Квартиры: 1 квартира — 118 м² в Тюменской области (общая совместная собственность)
Гаражи: 1 гараж — 26,8 м² в Ханты-Мансийском АО (общая совместная собственность)
Дочь Ольга Собянина.
Квартиры: 1 квартира — 308,1 м² в Москве.

## Предвыборная кампания

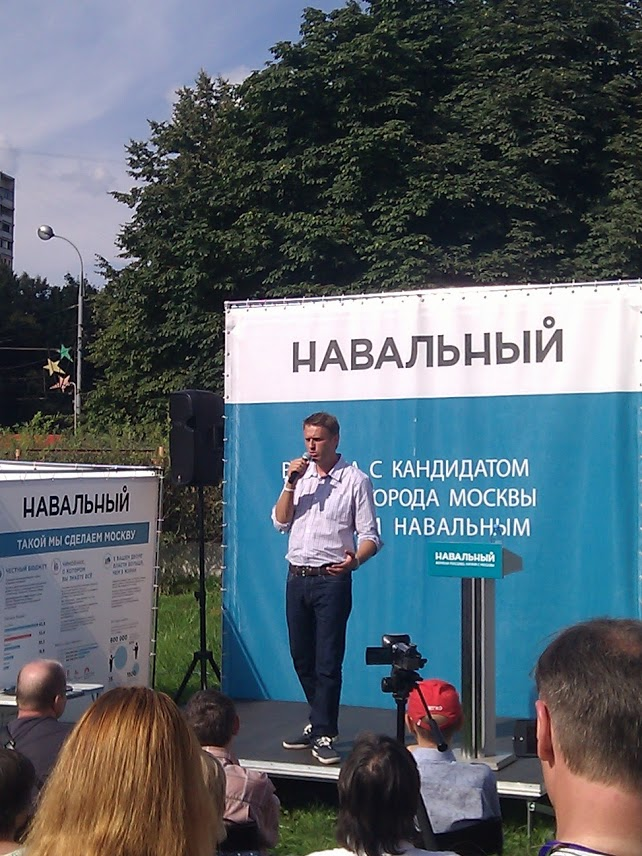
Встреча Алексея Навального с избирателями у «куба Навального» у станции метро «Выхино».

Доверенными лицами кандидата Собянина стали 74 человека, в его «Городской общественный штаб» вошли телеведущие, актёры и руководители различных государственных организаций. Собянин получил поддержку от политических партий «Единая Россия», «Патриоты России», «Родина» и «Российская партия пенсионеров за справедливость». В различных округах Москвы, включая Зеленоград, прошли встречи Собянина и его доверенных лиц с избирателями. 20 августа на встрече с жителями района Коптево отсутствие Собянина в зале вызвало возмущение жителей, несмотря на то, что присутствие самого кандидата в мэры перед встречей не анонсировалось.
Алексей Навальный после регистрации начал проводить ежедневные встречи у выходов из станций метро, а его штаб привлёк к агитационной работе в общей сложности несколько тысяч волонтёров и организовал установку сборных агитационных пунктов — «Кубов Навального».
Скандальную известность получили агитационные материалы Николая Левичева со сканвордами, при разгадывании которых обнаруживались неполиткорректные слова «жид» и «нигер». А в выпуске от 4 сентября 2013 года в сканворде отгадкой на вопрос «Главный гастарбайтер» является: «Собянин».
22 августа общественное движение «Архнадзор» предложило каждому из кандидатов подписать Хартию о защите исторического города Москвы. Ко дню выборов Хартия была подписана всеми кандидатами, кроме Собянина.
23 августа в интервью радио Эхо Москвы А. Навальный сказал, что в случае его победы на выборах будут серьёзно расширены полномочия местного самоуправления, конфликтные ситуации вокруг любого нового строительства будут решаться путём референдума местных жителей, миграционная политика города будет кардинально изменена, исполнение лезгинки, в публичном месте выходцами с Кавказа, провоцирующее граждан, будет квалифицироваться как нарушение общественного порядка, в то же время будет разрешено проведение гей-парадов, подпадающих, по его мнению, под конституционное право граждан собираться мирно и без оружия. Смыслом своей политической реформы он назвал изменение системы таким образом, чтобы в случае неудовольствия его деятельностью на посту руководителя города, горожане могли бы сразу снять его с этого поста и выбрать себе нового мэра.
28 августа в СМИ появилась информация, что на следующий день на канале ТВЦ Собянин проведёт «прямую линию» с москвичами, при этом его пресс-секретарь Г. Пенькова сообщила, что встреча будет проведена за бюджетный счёт, и на ней будет присутствовать ограниченный круг СМИ. Однако 29 августа было объявлено, что запланированный прямой эфир и. о. мэра перенесён на конец сентября.
6 сентября, в последний день агитации, кандидаты Дегтярёв, Мельников, Навальный и Собянин провели митинги-концерты в свою поддержку. Доступ на митинг-концерт кандидата Собянина для прессы и других желающих, в отличие от других митингов, был закрыт для недопущения провокаций со стороны оппонентов; приглашения распространялись среди сторонников Собянина.

### Дебаты
Официальные дебаты между кандидатами должны были проводиться на подконтрольных холдингу Москва Медиа телеканалах Москва 24 и Москва-Доверие, радиостанциях «Москва FM» и «Говорит Москва»; широкую критику вызвал отказ контролируемого московскими властями общероссийского канала ТВ Центр предоставить время для предвыборной агитации. Согласно жеребьёвке, проведённой 30 июля 2013 в Мосгоризбиркоме, кандидатам было предоставлено по 30 минут бесплатного эфира по рабочим дням в каждом из четырёх региональных СМИ. Изначально было объявлено, что выпуски дебатов будут транслироваться в записи, так как у холдинга Москва Медиа отсутствовали технические возможности для трансляции в прямом эфире, хотя ранее на телеканале Москва 24 транслировались дебаты и другие программы в прямом эфире. Через несколько дней было объявлено, что у холдинга имеются технические возможности для проведения дебатов в прямом эфире.

Согласно телефонному опросу, проведённому ВЦИОМ 20—21 августа 2013 года, теледебаты на канале «Москва 24» с участием кандидатов в мэры Москвы видели 17 % москвичей. Опрос Левады-центра показал, что дебаты на телеканалах «Москва 24» и «Москва. Доверие» видели 34 % опрошенных.
| №                                                      | Дата эфира                                  | Тема эфира                                  | Присутствовали кандидаты                          | Отсутствовали кандидаты                     | Ссылки                                             |
| Первый раунд дебатов. Телеканал «Москва 24»            | Первый раунд дебатов. Телеканал «Москва 24» | Первый раунд дебатов. Телеканал «Москва 24» | Первый раунд дебатов. Телеканал «Москва 24»       | Первый раунд дебатов. Телеканал «Москва 24» | Первый раунд дебатов. Телеканал «Москва 24»        |
| ------------------------------------------------------ | ------------------------------------------- | ------------------------------------------- | ------------------------------------------------- | ------------------------------------------- | -------------------------------------------------- |
| 1                                                      | 12 августа 2013                             | Представление кандидатов                    | Дегтярёв, Левичев, Мельников, Митрохин, Навальный | Собянин                                     | Видео на сайте Youtube, стенограмма на портале m24 |
| 2                                                      | 14 августа 2013                             | Транспорт                                   | Дегтярёв, Левичев, Мельников, Митрохин, Навальный | Собянин                                     | Видео на сайте Youtube, стенограмма на портале m24 |
| 3                                                      | 16 августа 2013                             | ЖКХ                                         | Дегтярёв, Левичев, Мельников, Митрохин, Навальный | Собянин                                     | Видео на сайте Youtube, стенограмма на портале m24 |
| Второй раунд дебатов. Радиостанция «Москва FM»         |                                             |                                             |                                                   |                                             |                                                    |
| 4                                                      | 19 августа 2013                             | Обсуждение программы кандидатов             | Дегтярёв, Левичев, Мельников, Митрохин            | Навальный, Собянин                          | Видео на сайте Youtube, стенограмма на портале m24 |
| 5                                                      | 21 августа 2013                             | Обсуждение программы кандидатов             | Дегтярёв, Левичев, Мельников, Митрохин            | Навальный, Собянин                          | Видео на сайте Youtube, стенограмма на портале m24 |
| 6                                                      | 23 августа 2013                             | Обсуждение программы кандидатов             | Дегтярёв, Левичев, Мельников, Митрохин            | Навальный, Собянин                          | Видео на сайте Youtube, стенограмма на портале m24 |
| Третий раунд дебатов. Телеканал «Москва. Доверие»      |                                             |                                             |                                                   |                                             |                                                    |
| 7                                                      | 26 августа 2013                             | ЖКХ, здравоохранение                        | Дегтярёв, Левичев, Мельников, Митрохин            | Навальный, Собянин                          | Видео на сайте Youtube, стенограмма на портале m24 |
| 8                                                      | 28 августа 2013                             | Транспорт, социальные проблемы              | Дегтярёв, Левичев, Мельников, Митрохин            | Навальный, Собянин                          | Видео на сайте Youtube, стенограмма на портале m24 |
| 9                                                      | 30 августа 2013                             | Миграция, образование                       | Дегтярёв, Левичев, Мельников, Митрохин            | Навальный, Собянин                          | Видео на сайте Youtube, стенограмма на портале m24 |
| Четвёртый раунд дебатов. Радиостанция «Говорит Москва» |                                             |                                             |                                                   |                                             |                                                    |
| 10                                                     | 2 сентября 2013                             | Обсуждение программы кандидатов             | Дегтярёв, Левичев, Мельников, Митрохин            | Навальный, Собянин                          | Видео на сайте Youtube, стенограмма на портале m24 |
| 11                                                     | 4 сентября 2013                             | Обсуждение программы кандидатов             | Левичев, Мельников, Митрохин                      | Дегтярёв, Навальный, Собянин                | Видео на сайте Youtube, стенограмма на портале m24 |
| 12                                                     | 6 сентября 2013                             | Обсуждение программы кандидатов             | Дегтярёв, Левичев, Митрохин                       | Мельников, Навальный, Собянин               | Видео на сайте Youtube, стенограмма на портале m24 |

10 августа 2013 было объявлено, что кандидат Собянин не будет участвовать в предвыборных дебатах. Отказ Собянина от дебатов вызвал негативную реакцию со стороны других кандидатов. Сам Собянин объяснил своё нежелание участвовать в дебатах тем, что по его словам, это помогло бы рекламе оппонентов: «Это знакомая технология: если известность твоих конкурентов намного меньше твоей, то во время таких мероприятий ты просто раскручиваешь их».
18 августа 2013 было объявлено, что кандидат Навальный не будет участвовать в предвыборных дебатах на канале «Доверие» и радио «Москва FM» в связи с тем, что «аудитория предлагаемых СМИ в совокупности с предложенным временем наводит на мысли о том, что при встречах во дворах агитационный эффект будет в разы больше». В то же время Навальный намеревался добиться проведения дебатов на телеканале ТВЦ, а также выделения эфирного времени для выступлений на других федеральных теле- и радиоканалах, в связи с чем их руководству были направлены официальные обращения.

### Программы кандидатов
- Программа Сергея Собянина
- Программа Алексея Навального
- Программа Ивана Мельникова
- Программа Сергея Митрохина
- Программа Михаила Дегтярёва
- Программа Николая Левичева

## Прогнозы и аналитика
Агентство Minchenko Consulting в конце августа на основании своего исследования предвыборной кампании прогнозировало победу Собянина уже в первом туре, при этом Навальный после выборов, по мнению агентства, станет главным оппозиционным политиком. Агентство отметило, что команда Собянина исходила из сценария тихой «незаметной кампании» со ставкой на слабый интерес москвичей к выборам и малой явкой на них, но характер избирательной кампании изменился благодаря участию Алексея Навального. Агентство предполагает, что Собянину на федеральном уровне противостоит коалиция политических сил, которая помогает Навальному.

### Опросы социологических служб
Данные различных опросов сильно разнятся. Опросы, проведённые «Левада-Центром» до начала агитационной кампании в начале июля 2013 года, давали Собянину 53 % от тех, кто собирается пойти на выборы. На втором месте был Алексей Навальный с 5 %, на третьем — Иван Мельников с 4 %, на четвёртом Сергей Митрохин с 2 %, остальные кандидаты набирают не более 1 %.
В августе 2013 года директор ВЦИОМ Валерий Фёдоров отметил, что основным заказчиком ВЦИОМ является «Кремль» и партия «Единая Россия», и что результаты опросов, проведённых по их заказам, могут публиковаться только после разрешения заказчика.

#### Первый тур

##### Опросы с учётом не определившихся с выбором
| Опрос                                       | Собянин | Навальный | Мельников | Митрохин | Дегтярёв | Левичев | Не пойдут на выборы | Испортят бюллетень | Затруднились ответить | Погрешность |
| ------------------------------------------- | ------- | --------- | --------- | -------- | -------- | ------- | ------------------- | ------------------ | --------------------- | ----------- |
| Synovate Comcon, 29 августа—2 сентября 2013 | 39,1 %  | 14,2 %    | 4,3 %     | 3,6 %    | 1,6 %    | 2,2 %   | 35,3 %              | —                  | 27,1 %                | ±2,5 %      |
| ФОМ, 26—31 августа 2013                     | 43 %    | 8 %       | 3 %       | 1 %      | 1 %      | 1 %     | 15 %                | 1 %                | 28 %                  | ±3,6 %      |
| ВЦИОМ, 30 августа 2013                      | 51 %    | 11 %      | 6 %       | 1 %      | 2 %      | 1 %     | 6 %                 | 1 %                | 21 %                  | ±3,9 %      |
| Левада-центр, 27—30 августа 2013            | 38 %    | 10 %      | 7 %       | 4 %      | 2 %      | 4 %     | 13 %                | —                  | 22 %                  | ±4,8 %      |
| ВЦИОМ, 20—21 августа 2013                   | 52 %    | 11 %      | 5 %       | 2 %      | 1 %      | <1 %    | 8 %                 | 1 %                | 18 %                  | ±3,9 %      |
| Synovate Comcon, 15—21 августа 2013         | 37,6 %  | 12,2 %    | 4,8 %     | 3,0 %    | 1,4 %    | 1,1 %   | 41,1 %              | —                  | —                     | ±2,5 %      |
| Synovate Comcon, 8—14 августа 2013          | 37,9 %  | 11,8 %    | 4,7 %     | 2,5 %    | 1,4 %    | 1,4 %   | —                   | —                  | —                     | ±2,5 %      |
| ВЦИОМ, 8—10 августа 2013                    | 53 %    | 9 %       | 3 %       | 2 %      | 1 %      | 1 %     | 11 %                | 1 %                | 19 %                  | ±3,9 %      |
| Synovate Comcon, 1—7 августа 2013           | 42,0 %  | 8,5 %     | 3,0 %     | 2,4 %    | 0,3 %    | 0,2 %   | —                   | —                  | —                     | ±2,5 %      |
| ВЦИОМ, 30 июля—1 августа 2013               | 55 %    | 9 %       | 4 %       | 3 %      | 2 %      | 1 %     | 7 %                 | 1 %                | 19 %                  | ±3,9 %      |
| Synovate Comcon, 25—31 июля 2013            | 44,1 %  | 9,7 %     | 1,8 %     | 1,7 %    | 0,3 %    | 0,3 %   | —                   | —                  | —                     | ±2,5 %      |
| ФОМ, 12—23 июля 2013                        | 56 %    | 6 %       | 2 %       | 1 %      | 1 %      | <1 %    | 8 %                 | 1 %                | 20 %                  | ±3,6 %      |
| ВЦИОМ, 20—21 июля 2013                      | 54 %    | 9 %       | 4 %       | 2 %      | 1 %      | 0 %     | 9 %                 | 2 %                | 19 %                  | ±3,9 %      |
| ВЦИОМ, 9—10 июля 2013                       | 54 %    | 8 %       | 2 %       | 3 %      | 1 %      | 0 %     | 9 %                 | 2 %                | 20 %                  | ±3,9 %      |
| Левада-центр, 4—8 июля 2013                 | 34 %    | 4 %       | 2 %       | 1 %      | <1 %     | <1 %    | 14 %                | 2 %                | 42 %                  | ±4,8 %      |
| Левада-центр, 7—10 июня 2013                | 45 %    | 3 %       | —         | 1 %      | —        | —       | 14 %                | 2 %                | 18 %                  | ±4,8 %      |

В рамках социологических опросов происходит завышение рейтинга «основного» кандидата. Наблюдается сдвиг в сторону социально одобряемой нормы ответов, ибо среди отказавшихся от участия в опросе оказывается больше нелояльной, протестной публики.

##### Опросы с учётом только определившихся и готовых прийти на выборы
| Опрос                                       | Собянин | Навальный | Мельников | Митрохин | Дегтярёв | Левичев | Испортят бюллетень | Погрешность |
| ------------------------------------------- | ------- | --------- | --------- | -------- | -------- | ------- | ------------------ | ----------- |
| Synovate Comcon, 29 августа—2 сентября 2013 | 60,1 %  | 21,9 %    | 6,7 %     | 5,6 %    | 2,4 %    | 3,4 %   | —                  | ±2,5 %      |
| Левада-центр, 27—30 августа 2013            | 58 %    | 18 %      | 12 %      | 6 %      | 2 %      | 4 %     | ±4,8 %             |             |
| Synovate Comcon, 22—28 августа 2013         | 63,9 %  | 19,8 %    | 6,9 %     | 4,2 %    | 2,9 %    | 2,3 %   | —                  | ±2,5 %      |
| Synovate Comcon, 15—21 августа 2013         | 62,5 %  | 20,3 %    | 8,0 %     | 5,0 %    | 1,8 %    | 2,4 %   | —                  | ±2,5 %      |
| Synovate Comcon, 8—14 августа 2013          | 63,5 %  | 19,9 %    | 7,8 %     | 4,2 %    | 2,3 %    | 2,3 %   | —                  | ±2,5 %      |
| Synovate Comcon, 1—7 августа 2013           | 74,6 %  | 15,0 %    | 5,3 %     | 4,2 %    | 0,5 %    | 0,4 %   | —                  | ±2,5 %      |
| Synovate Comcon, 25—31 июля 2013            | 76,2 %  | 16,7 %    | 2,9 %     | 3,2 %    | 0,6 %    | 0,4 %   | —                  | ±2,5 %      |
| Synovate Comcon, 18—24 июля 2013            | 76,6 %  | 15,7 %    | 3,4 %     | 3,7 %    | 0,3 %    | 0,3 %   | —                  | ±2,5 %      |
| Synovate Comcon, 11—16 июля 2013            | 76,2 %  | 14,4 %    | 2,3 %     | 4,1 %    | 0,8 %    | 0 %     | —                  | ±2,5 %      |
| Synovate Comcon, 4—10 июля 2013             | 78,5 %  | 10,7 %    | 4,3 %     | 4,0 %    | 0,4 %    | 0 %     | —                  | ±2.5 %      |
| Левада-центр, 4—8 июля 2013                 | 78 %    | 8 %       | 6 %       | 3 %      | 1 %      | 1 %     | 1 %                | ±4,8 %      |
| Synovate Comcon, 27 июня—3 июля 2013        | 77,9 %  | 10,8 %    | 2,8 %     | 5,2 %    | 0,6 %    | 0,5 %   | —                  | ±2,5 %      |
| Левада-центр, 7—10 июня 2013                | 67 %    | 3 %       | —         | 2 %      | —        | —       | 1 %                | ±4,8 %      |

#### Второй тур
Согласно опросу Левады-центра, проведённому 27—30 августа 2013 года, только 15 % респондентов отметили возможность проведения второго тура выборов.
| Опрос                            | Собянин | Навальный | Не пойдут на выборы | Испортят бюллетень | Затруднились ответить | Погрешность |
| -------------------------------- | ------- | --------- | ------------------- | ------------------ | --------------------- | ----------- |
| Левада-центр, 27—30 августа 2013 | 43 %    | 16 %      | 26 %                | —                  | 15 %                  | ±4,8 %      |

### Голосования посетителей интернет-сайтов
Результаты опросов посетителей интернет-сайтов, а также в крупнейших блогах и социальных сетях, существенно отличаются от результатов крупных аналитических центров.
По данным опроса исследовательского центра портала «СуперДжоб», 26 июля из тех, кто собирается участвовать в голосовании и определился с выбором, 51 % (-3 %) намеревались отдать свой голос за Собянина, 36 % (+6 %) — за Навального.

#### Первый тур

##### Опросы с учётом не определившихся с выбором
| Опрос                             | Собянин | Навальный | Мельников | Митрохин | Дегтярёв | Левичев | Не пойдут на выборы | Испортят бюллетень | Затруднились ответить | Погрешность |
| --------------------------------- | ------- | --------- | --------- | -------- | -------- | ------- | ------------------- | ------------------ | --------------------- | ----------- |
| Superjob, 27—30 августа 2013 года | 31 %    | 22 %      | 5 %       | 3 %      | 2 %      | 2 %     | 35 %                | —                  | —                     | —           |
| Superjob, 16 августа 2013 года    | 33 %    | 21 %      | 5 %       | 3 %      | 1 %      | 2 %     | 35 %                | —                  | —                     | —           |
| Superjob, 9 августа 2013 года     | 30 %    | 23 %      | 4 %       | 4 %      | 1 %      | 1 %     | 37 %                | —                  | —                     | —           |
| Superjob, 1—2 августа 2013        | 33 %    | 21 %      | 4 %       | 3 %      | 1 %      | 1 %     | 37 %                | —                  | —                     | —           |
| Superjob, 25 июля 2013            | 31 %    | 23 %      | 3 %       | 3 %      | 1 %      | 1 %     | 38 %                | —                  | —                     | —           |
| Superjob, 17 июля 2013            | 33 %    | 18 %      | 4 %       | 3 %      | 1 %      | 1 %     | 40 %                | —                  | —                     | —           |

##### Опросы с учётом только определившихся и готовых прийти на выборы
| Опрос                     | Собянин | Навальный | Мельников | Митрохин | Дегтярёв | Левичев | Погрешность                   |
| ------------------------- | ------- | --------- | --------- | -------- | -------- | ------- | ----------------------------- |
| Superjob 7—9 августа 2013 | 49 %    | 35 %      | 7 %       | 6 %      | 2 %      | 1 %     | не указана, выборка 1600 чел. |
| Superjob 1—2 августа 2013 | 53 %    | 32 %      | 6 %       | 5 %      | 2 %      | 2 %     | не указана, выборка 3500 чел. |

Директор ВЦИОМ Валерий Фёдоров призвал не доверять результатам интернет-опросов из-за их низкой репрезентативности, при этом он признал, что социологи не знают как распределятся голоса тех, кто вернётся из отпусков в конце августа.
Михаил Шнейдер из движения Солидарность опубликовал результаты уличного экспресс-опроса у станций метро, но не претендующего на абсолютную достоверность и без статистической оценки возможной погрешности. Он высказал мнение, что на выборах появилась интрига и предположил возможность второго тура.
| Опрос на сайте телеканала «Дождь»(по состоянию на 20 августа 2013 года, 14:00 MSK проголосовало 827 873 чел.) | Опрос на сайте телеканала «Дождь»(по состоянию на 20 августа 2013 года, 14:00 MSK проголосовало 827 873 чел.) | Опрос на сайте телеканала «Дождь»(по состоянию на 20 августа 2013 года, 14:00 MSK проголосовало 827 873 чел.) | Опрос на сайте телеканала «Дождь»(по состоянию на 20 августа 2013 года, 14:00 MSK проголосовало 827 873 чел.) | Опрос на сайте телеканала «Дождь»(по состоянию на 20 августа 2013 года, 14:00 MSK проголосовало 827 873 чел.) |
| | | | | % |
| --- | --- | --- | --- | --- |
| М. Дегтярёв                                                                                                   | | | 3 % | |
| Н. Левичев | | | 2 % | |
| И. Мельников                                                                                                  | | | 6 % | |
| С. Митрохин                                                                                                   | | | 9 % | |
| А. Навальный                                                                                                  | | | 58 % | |
| С. Собянин | | | 22 % | |

| Опрос на сайте радио «Эхо Москвы»(по состоянию на 16 августа 2013 года, 13:00 MSK проголосовало 891 851 чел.) | Опрос на сайте радио «Эхо Москвы»(по состоянию на 16 августа 2013 года, 13:00 MSK проголосовало 891 851 чел.) | Опрос на сайте радио «Эхо Москвы»(по состоянию на 16 августа 2013 года, 13:00 MSK проголосовало 891 851 чел.) | Опрос на сайте радио «Эхо Москвы»(по состоянию на 16 августа 2013 года, 13:00 MSK проголосовало 891 851 чел.) | Опрос на сайте радио «Эхо Москвы»(по состоянию на 16 августа 2013 года, 13:00 MSK проголосовало 891 851 чел.) |
| | | | | % |
| --- | --- | --- | --- | --- |
| М. Дегтярёв                                                                                                   | | | 0.7 % | |
| Н. Левичев | | | 10.3 % | |
| И. Мельников                                                                                                  | | | 13.0 % | |
| С. Митрохин                                                                                                   | | | 37.8 % | |
| А. Навальный                                                                                                  | | | 22.2 % | |
| С. Собянин | | | 15.9 % | |

| Опрос на сайте телеканала «РБК»(опрос проводился со 2 по 5 августа 2013 года, проголосовало 14 132 чел.) | Опрос на сайте телеканала «РБК»(опрос проводился со 2 по 5 августа 2013 года, проголосовало 14 132 чел.) | Опрос на сайте телеканала «РБК»(опрос проводился со 2 по 5 августа 2013 года, проголосовало 14 132 чел.) | Опрос на сайте телеканала «РБК»(опрос проводился со 2 по 5 августа 2013 года, проголосовало 14 132 чел.) | Опрос на сайте телеканала «РБК»(опрос проводился со 2 по 5 августа 2013 года, проголосовало 14 132 чел.) |
| | | | | % |
| --- | --- | --- | --- | --- |
| М. Дегтярёв                                                                                              | | | 0.6 % | |
| Н. Левичев                                                                                               | | | 0.4 % | |
| И. Мельников                                                                                             | | | 2.9 % | |
| С. Митрохин                                                                                              | | | 1.8 % | |
| А. Навальный                                                                                             | | | 33.7 %                                                                                                   | |
| С. Собянин                                                                                               | | | 14.5 %                                                                                                   | |

| Опрос на сайте «Новой газеты»(опрос проводился до 22 июля 2013 года, проголосовало 33 875 чел.) | Опрос на сайте «Новой газеты»(опрос проводился до 22 июля 2013 года, проголосовало 33 875 чел.) | Опрос на сайте «Новой газеты»(опрос проводился до 22 июля 2013 года, проголосовало 33 875 чел.) | Опрос на сайте «Новой газеты»(опрос проводился до 22 июля 2013 года, проголосовало 33 875 чел.) | Опрос на сайте «Новой газеты»(опрос проводился до 22 июля 2013 года, проголосовало 33 875 чел.) |
|                                                                                                 |                                                                                                 |                                                                                                 |                                                                                                 | %                                                                                               |
| ----------------------------------------------------------------------------------------------- | ----------------------------------------------------------------------------------------------- | ----------------------------------------------------------------------------------------------- | ----------------------------------------------------------------------------------------------- | ----------------------------------------------------------------------------------------------- |
| М. Дегтярёв                                                                                     |                                                                                                 |                                                                                                 | 0 %                                                                                             |                                                                                                 |
| Н. Левичев                                                                                      |                                                                                                 |                                                                                                 | 1 %                                                                                             |                                                                                                 |
| И. Мельников                                                                                    |                                                                                                 |                                                                                                 | 9 %                                                                                             |                                                                                                 |
| С. Митрохин                                                                                     |                                                                                                 |                                                                                                 | 48 %                                                                                            |                                                                                                 |
| А. Навальный                                                                                    |                                                                                                 |                                                                                                 | 25 %                                                                                            |                                                                                                 |
| С. Собянин                                                                                      |                                                                                                 |                                                                                                 | 17 %                                                                                            |                                                                                                 |

## Голосование и определение результатов выборов

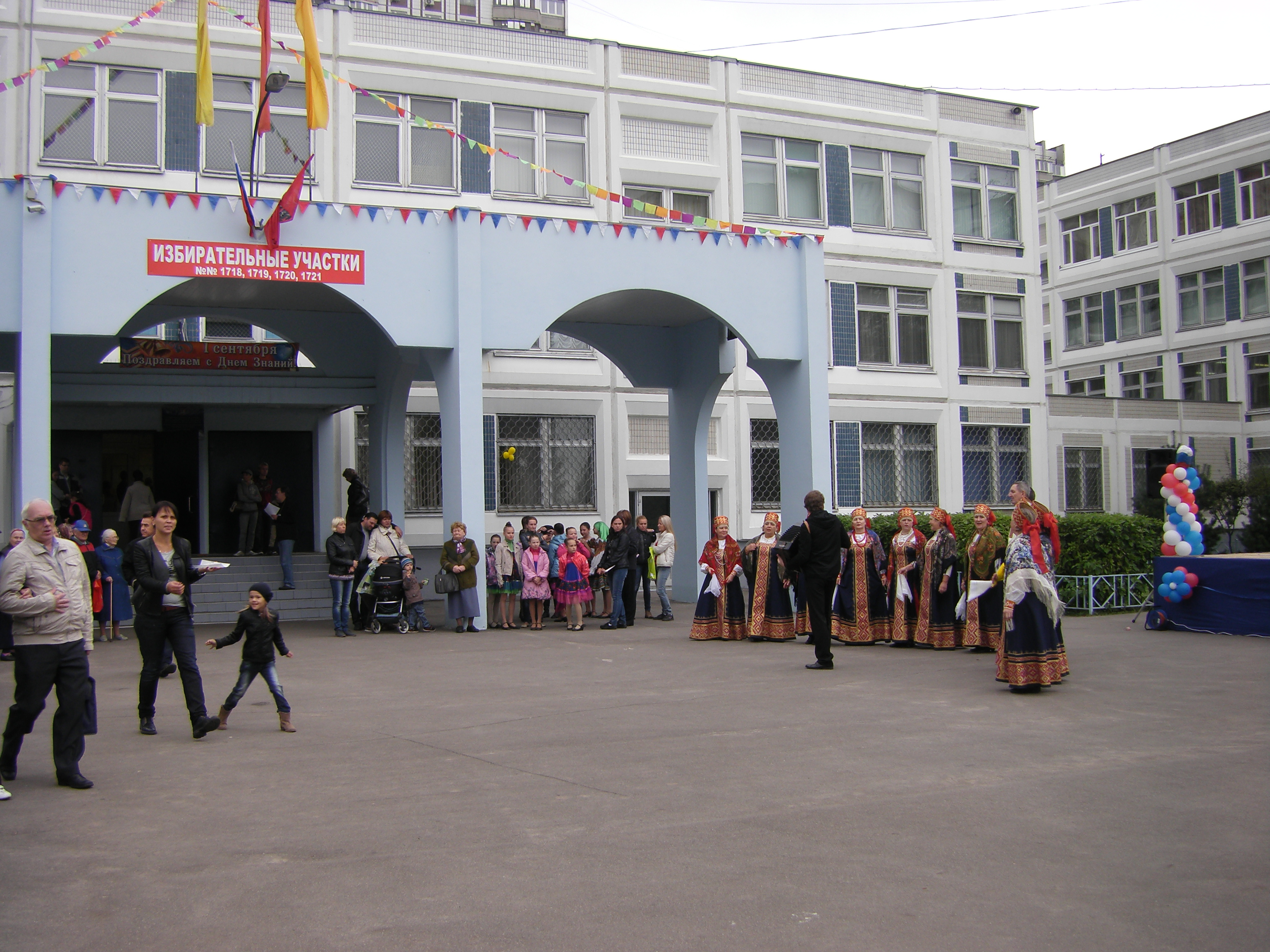
Школа № 1929 в районе Братеево, в которой находились избирательные участки № 1718—1721.

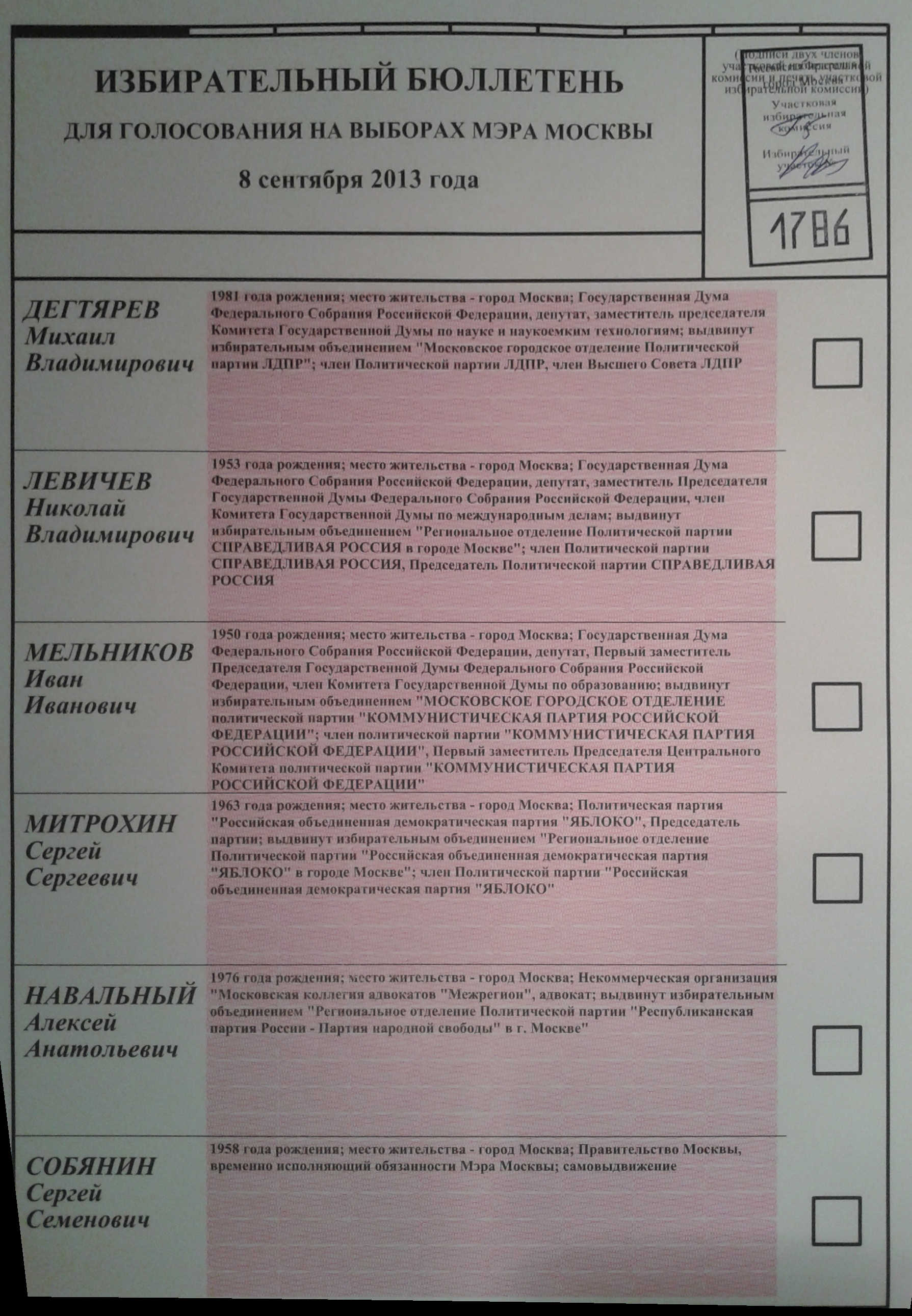
Внешний вид бюллетеня

Избранным считается зарегистрированный кандидат, который получил более 50 % голосов избирателей, принявших участие в голосовании. Если было более двух кандидатов и ни один из них не получил более 50 % голосов избирателей, то Московская городская избирательная комиссия назначает повторное голосование по двум кандидатам, получившим наибольшее число голосов избирателей. Повторное голосование проводится через 14 дней.

### Опросы на выходе из избирательных участков (exit polls)
| Опрос                                                     | Собянин | Навальный | Мельников | Митрохин | Дегтярёв | Левичев | Испортили бюллетень |
| --------------------------------------------------------- | ------- | --------- | --------- | -------- | -------- | ------- | ------------------- |
| Центр политических технологий                             | 56 %    | 29 %      | 9 %       | 2 %      | 2 %      | 2 %     | —                   |
| ВЦИОМ Архивная копия от 7 октября 2013 на Wayback Machine | 53 %    | 32 %      | 8 %       | 3 %      | 1 %      | 1 %     | 1 %                 |
| ФОМ                                                       | 52,5 %  | 29,1 %    | 9,4 %     | 3,4 %    | 2,4 %    | 2,2 %   | 1,0 %               |
| Штаб Алексея Навального (19:00)                           | 46,0 %  | 35,6 %    | 9,4 %     | 3,9 %    | 2,1 %    | 2,1 %   | 1,0 %               |

### Результаты выборов
После подсчета 100 % бюллетеней МГИК огласила следующие результаты.
| Кандидат                     | Кандидат                     | Субъект выдвижения           | Голосов   | %      |
| ---------------------------- | ---------------------------- | ---------------------------- | --------- | ------ |
|                              | Сергей Собянин               | Независимый кандидат         | 1 193 178 | 51,37  |
|                              | Алексей Навальный            | РПР-ПАРНАС                   | 632 697   | 27,24  |
|                              | Иван Мельников               | КПРФ                         | 248 294   | 10,69  |
|                              | Сергей Митрохин              | РОДП «Яблоко»                | 81 493    | 3,51   |
|                              | Михаил Дегтярёв              | ЛДПР                         | 66 532    | 2,86   |
|                              | Николай Левичев              | Справедливая Россия          | 64 778    | 2,79   |
| Всего                        | Всего                        | Всего                        | 2 286 972 | 100,00 |
| Действительных бюллетеней    | Действительных бюллетеней    | Действительных бюллетеней    | 2 286 972 | 98,46  |
| Недействительных бюллетеней  | Недействительных бюллетеней  | Недействительных бюллетеней  | 35 610    | 1,54   |
| Всего                        | Всего                        | Всего                        | 2 322 582 | 100,00 |
| Зарегистрировано избирателей | Зарегистрировано избирателей | Зарегистрировано избирателей | 7 250 879 | 32,03  |
| Источник:                    |                              |                              |           |        |

### Аналитика
Наибольшую относительную поддержку Алексей Навальный получил в центральных районах города, а Сергей Собянин — на территории «Новой Москвы» (Новомосковский и Троицкий административные округа).
Результаты голосования значительно разошлись с результатами опросов, проводившихся социологическими организациями; результат Собянина оказался несколько ниже прогнозируемого, результат Навального — несколько выше прогнозируемого, а явка избирателей — значительно ниже прогнозируемой. Сторонники Навального объясняют такое расхождение ангажированностью социологических организаций, а представители самих социологических организаций — изменением предпочтений избирателей в последние дни перед голосованием, и в частности — низким уровнем мобилизации потенциальных сторонников Сергея Собянина, уверенных в том что победа их кандидата предопределена.

Карта голосования за Собянина по ТИКам
Карта голосования за Навального по ТИКам
Карта голосования за Мельникова по ТИКам
Карта голосования за Митрохина по ТИКам
Явка избирателей по ТИКам

### Обжалование результатов
Экс-кандидат Алексей Навальный подал в Московский городской суд заявление об отмене результатов выборов, а в районные суды — заявления об отмене результатов по 951 из 3611 участков в связи с нарушениями, допущенными как на этапе избирательной кампании, так и во время проведении голосования (в основном — при проведении голосования на дому).

## Критика
По оценкам наблюдателей, выборы прошли относительно честно, и степень использования административного ресурса на всех этапах избирательной кампании была по сравнению с предыдущими выборами значительно снижена.

### Ситуация с численностью избирателей
2 сентября 2013 года на портале Lenta.ru была опубликована статья «Остров потерянных душ», где описывается нетипичное для Москвы резкое уменьшение численности избирателей. С 1 января по 1 июля 2013 года избирательного права лишились более 125 тысяч человек: с 7 302 075 по состоянию на 1 января 2013 до 7 176 568 по состоянию на 1 июля 2013. Авторами статьи предполагается, что такое снижение числа избирателей могло быть сделано специально для искусственного повышения явки на выборах. Представитель Мосгоризбиркома сделал заявление, что уменьшение численности избирателей связано с миграцией, смертностью и иными причинами; более подробно комментировать данное явление представитель Мосгоризбиркома отказался.
По данным того же портала, в день голосования в дополнительные списки было внесено около 60 тысяч избирателей.

### Ситуации с предвыборной агитацией
14 августа кандидат в мэры Николай Левичев подал жалобу в Мосгоризбирком в связи с обнаружением в одной из московских квартир агитационных материалов в поддержку Алексея Навального, не имеющих выходных данных типографии. На основании распоряжения заместителя начальника полиции по САО Москвы по обращению Левичева 22 августа в типографии, где печатаются агитационные материалы кандидатов в мэры Москвы Алексея Навального и Ивана Мельникова, был произведён обыск.
3 сентября представитель Алексея Навального в Мосгоризбиркоме Андрей Бузин пожаловался в избирательную комиссию на кандидата Сергея Собянина, который рассылал письма избирателям с призывом поддержать его на выборах. Данные письма содержали имя и фамилию избирателя, которые по закону являются персональными данными. Бузин полагает, что Собянин таким образом нарушил закон, поскольку использование персональных данных возможно только с согласия владельца.
По состоянию на 3 сентября 2013 года, в ЦИК поступило 38 жалоб, связанных с предвыборной агитацией. Все жалобы были поданы депутатом Госдумы Валерием Рашкиным.

### Ситуация с открепительными удостоверениями
Исполняющий обязанности мэра Москвы и один из кандидатов на пост мэра Сергей Собянин 27 июня 2013 года предложил отменить открепительные удостоверения. Собянин назвал открепительные удостоверения «одной из серых и мутных схем» и предложил вообще убрать их из Избирательного кодекса, пояснив своё предложение тем, что Москва не столь велика, чтобы избирателю в день голосования нельзя было добраться до своего участка. Спикер Мосгордумы Владимир Платонов в тот же день заявил, что принятие законопроекта об отмене открепительных удостоверений на региональных выборах в Москве не коснётся выборов мэра Москвы, но может вступить в силу уже к следующим выборам. 10 июля 2013 депутаты Московской городской Думы утвердили поправки в избирательный кодекс столицы, отменяющие открепительные удостоверения со следующих выборов, которые состоятся в Мосгордуму и пройдут в сентябре 2014. На текущих выборах открепительных удостоверений было изготовлено всего 10 000 экземпляров. Во многих комиссиях они закончились за несколько недель до дня голосования. Зафиксированы случаи судебного отказа выдать избирателям открепительные удостоверения.

### Голосование на дому
Наблюдатели сообщали о сравнительно высоком проценте голосований с помощью выносных урн (на дому): 4,5-5 % (от всех проголосовавших), что несколько выше, чем на выборах 2011—2012 годов (2,7 и 3,7 процента, соответственно). В то же время, в абсолютном выражении, количество проголосовавших на дому в 2013 году было ниже, чем в предыдущие годы (например в 2012 году на дому голосовало 159 тыс.).

## Затраты кандидатов
- Собянин — 107 млн руб. (всего)[189]
- Навальный — 103 млн руб. (всего)[190]
- Мельников — 43 млн руб. (всего)
- Митрохин — нет данных
- Левичев — 46 млн руб. (всего)
- Дегтярёв — 5 млн руб. (на 1 августа)[191][неавторитетный источник]

### Информация о выборах
- Выборы мэра Москвы
- Карты результатов выборов мэра Москвы по участкам
- Устав города Москвы (недоступная ссылка)
- Избирательный кодекс города Москвы (недоступная ссылка), 6 июля 2005
- Московская городская избирательная комиссия
- Московская городская избирательная комиссия — выборы мэра Москвы-2013
- Как стать мэром Москвы // РИА Новости, 04.06.2013
- Мэр Москвы: технология избрания // РБК, 05.06.2013
- Единый день голосования: Москва выбирает мэра // Би-Би-си, 8 сентября 2013 г.

### Сайты кандидатов в мэры
- Сайт Сергея Собянина
- Сайт Алексея Навального
- Сайт Ивана Мельникова
- Страница Сергея Митрохина на сайте «Яблока»
- Сайт Михаила Дегтярёва
- Сайт Николая Левичева